# Camille (1936)
Camille é um filme norte-americano de 1937, do gênero drama, dirigido por George Cukor  e estrelado por Greta Garbo e Robert Taylor. O filme é um dos derradeiros projetos de Irving Thalberg, que, com apenas 37 anos de idade, durante as filmagens morreu.

## Sinopse
De origem humilde, Margarida Gauthier é hoje a Dama das Camélias, uma das maiores cortesãs de Paris. Seu estilo de vida é bancado pelo Barão de Varville, mas ela não o ama. Quando conhece o ingênuo Armand, os dois trocam juras de amor, mas o pai de Armand é contra a união e ameaça Margarida. Margarida, então, afasta-se de Armand, que não aceita ser rejeitado. Ele a persegue pela cidade, e ainda a deseja mesmo quando descobre que ela está com tuberculose.

## Produção

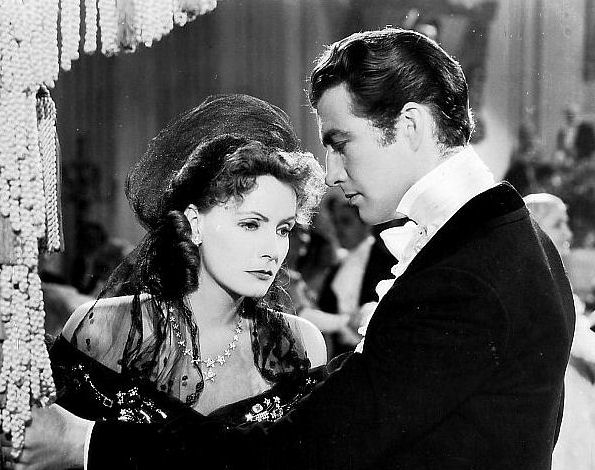
Greta Garbo e Robert Taylor em cena do filme.

Camille é uma das mais luxuosas produções da MGM na década de 1930 e um dos maiores sucessos comerciais e de crítica de Greta Garbo. Muitos consideram este o melhor momento da atriz nas telas.
Bernard Hyman, melhor amigo de Irving Thalberg, terminou a empreitada ao lado do paciente George Cukor. Como forma de homenagear o lendário produtor e cientes de que estavam diante de uma excelente realização, os maiores nomes do estúdio compareceram à estreia -- o que era incomum --, inclusive Louis B. Mayer e a eterna reclusa Garbo.
O roteiro é baseado no romance La Dame aux Camélias, de Alexandre Dumas Filho, publicado em 1848, e também na adaptação para o teatro feita pelo próprio escritor em 1852.
Elogiado pela crítica, Henry Daniell faz o vilão Barão de Varville, papel que Thalberg imaginou para John Barrymore, que não aceitou. No entanto, apesar da soberba atuação de Daniell, quem ficou com a única indicação ao Oscar recebida pelo filme foi Greta Garbo.
Segundo Ken Wlaschin, este é um dos dez melhores filmes, tanto de Garbo quanto de Robert Taylor.
A obra de Dumas Filho, uma das mais queridas pelo cinema, já havia sido filmada em 1915, 1917 e 1921. Em 1984, tornou-se um telefilme, também intitulado Camille, estrelado por Greta Scacchi, Colin Firth e John Gielgud.

## Premiações
| Patrocinador                                  | Prêmio    | Categoria                   | Situação  |
| --------------------------------------------- | --------- | --------------------------- | --------- |
| Academia de Artes e Ciências Cinematográficas | Oscar     | Melhor Atriz (Greta Garbo)  | Indicado  |
| New York Film Critics Circle Awards           | NYFCC     | Melhor Atriz (Greta Garbo)  | Vencedor  |
| National Board of Review                      | NBR Award | Dez Melhores Filmes de 1937 | Escolhido |
| The New York Times                            |           | Dez Melhores Filmes de 1936 | Escolhido |

## Elenco
| Ator/Atriz       | Personagem         |
| ---------------- | ------------------ |
| Greta Garbo      | Margarida Gauthier |
| Robert Taylor    | Armand             |
| Lionel Barrymore | Senhor Duval       |
| Elizabeth Allan  | Nichette           |
| Jessie Ralph     | Nanine             |
| Henry Daniell    | Barão de Varville  |
| Lenore Ulric     | Olympe             |
| Laura Hope Crews | Prudence           |
| Rex O'Malley     | Gaston             |